# Saleh Ould Hanenna
Saleh Ould Hanenna (1965 ou 1966) é um ex-militar e político da Mauritânia, líder do Partido Mauritano de União e da Mudança.
Hanenna serviu no exército mauritano e alcançou o posto de major antes de ser expulso em 2000. Em junho de 2003, liderou uma tentativa de golpe de Estado, para depor o presidente da Mauritânia, Maaouya Ould Sid'Ahmed Taya. Encabeçou uma facção rebelde do exército  durante dois dias de intensos combates na capital do país, Nouakchott. Após o fracasso do golpe, Hanenna conseguiu escapar e formou um grupo chamado Cavaleiros da Mudança com Mohamed Ould Cheikhna, mas acabou sendo preso em 9 de outubro de 2004.
O governo da Mauritânia acusaria Hanenna de tentar organizar golpes em mais duas ocasiões, em agosto e setembro de 2004, com o suposto apoio da Líbia e de Burkina Faso. Durante seu julgamento, uma sentença de morte foi solicitada; embora o veredicto o tenha condenado à prisão perpétua em 3 de fevereiro de 2005.
Em agosto de 2005, Ely Ould Mohamed Vall liderou um golpe de Estado que acabou derrubando o governo. O Conselho Militar para a Justiça e a Democracia, que assumiu o comando do governo após o golpe, concedeu anistia a Hanenna no início de setembro do mesmo ano.
Em 9 de janeiro de 2007, Hanenna, presidente da União Mauritana para a Mudança, foi escolhido por unanimidade pelo comitê executivo desse partido como candidato nas eleições presidenciais de março de 2007. 
Hanenna participou das eleições presidenciais de 2007 com o apoio dos islamistas, ficando na sexta posição no primeiro turno, com 7,65% dos votos, e apoiando Ahmed Ould Daddah no segundo turno. 
Após o golpe de Estado de 2008 que depôs o presidente Sidi Ould Cheikh Abdallahi e o primeiro-ministro Yahya Ould Ahmed El Waghef, Hanenna expressou seu apoio ao golpe e sua disposição de ingressar no novo governo.
Posteriormente, atua como Presidente da Coordenação de Oposição Democrática, uma coalizão política formada por partidos opositores ao atual governo liderado por Aziz da Mauritânia. 